# 伊藤奈月 (モデル)
伊藤 奈月（いとう なつき、1997年1月16日 - ）は、日本の女性モデルである。武蔵大学経済学部卒業。女性ファッション誌『Ray』（レイ）の専属読者モデルを務めている。趣味はハワイ旅行とゴルフ、特技はピアノとクラシックバレエ。

## 人物
小学生時代は子役をやっていた。
趣味はハワイ旅行。

## 出演
- ブタがいた教室（2008年11月1日公開） - 奈月 役
- 100%のキレイ★オイシイ見つけ旅 in ニューヨーク（2018年7月28日、テレビ朝日）[5][6]

## 作品

### デジタル写真集
- デジタル原色美女図鑑 女子大生インフルエンサー　伊藤奈月「Lovely Date」（2019年1月25日、文藝春秋、撮影：萩庭桂太）[7][8]